# 拜奇凯
拜奇凯，是匈牙利诺格拉德州所辖的一个村。总面积15.66平方公里，总人口552，人口密度35.2人/平方公里（2011年1月1日）。